# Saint-Péreuse
Saint-Péreuse är en kommun i departementet Nièvre i regionen Bourgogne-Franche-Comté i de centrala delarna av Frankrike. Kommunen ligger i kantonen Château-Chinon (Ville) som tillhör arrondissementet Château-Chinon (Ville). År 2022 hade Saint-Péreuse 202 invånare.

## Befolkningsutveckling
Antalet invånare i kommunen Saint-Péreuse
| Referens: INSEE |